# Peter-und-Paul-Kirche (Thomasburg)

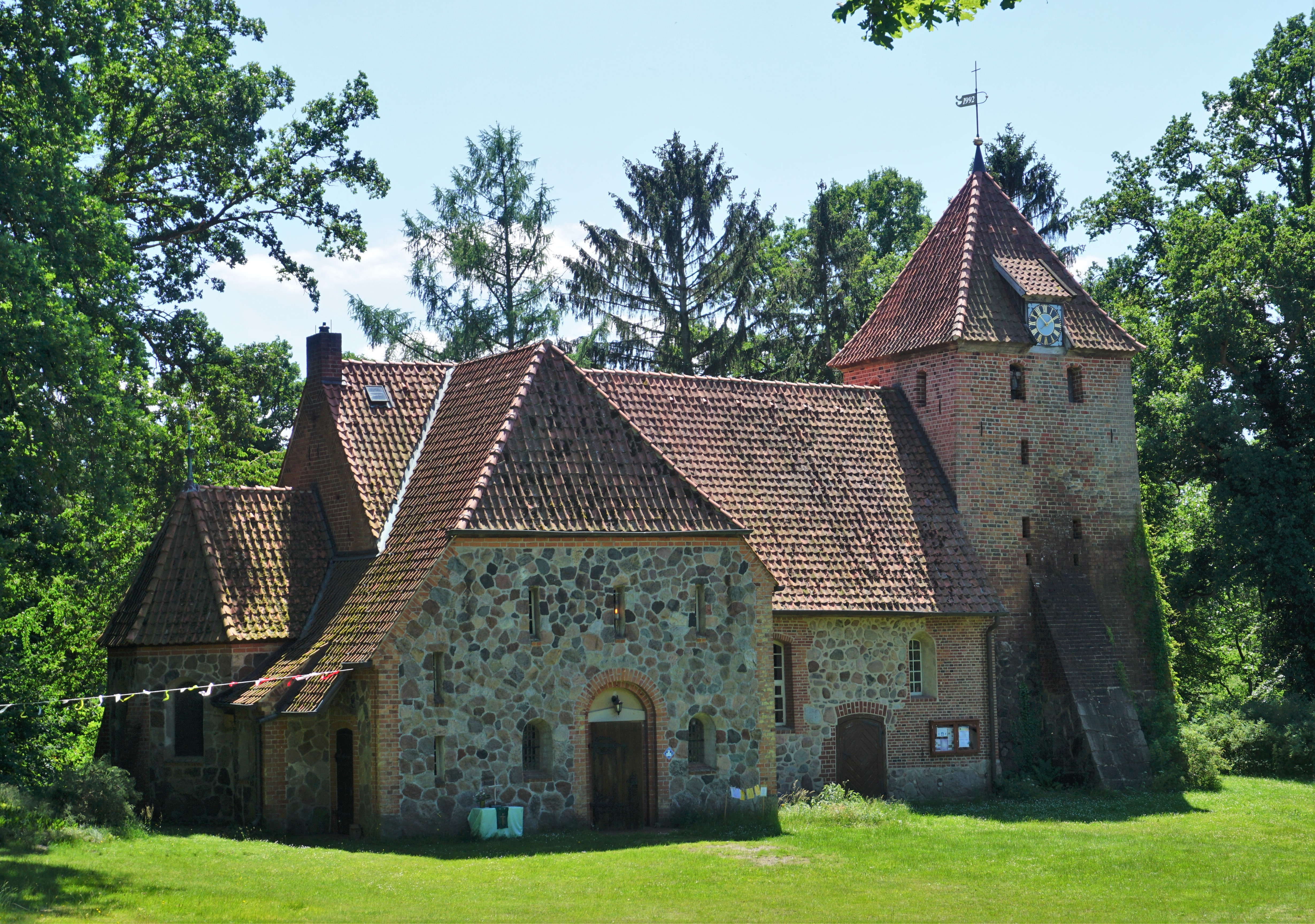
Peter-und-Paul-Kirche in Thomasburg

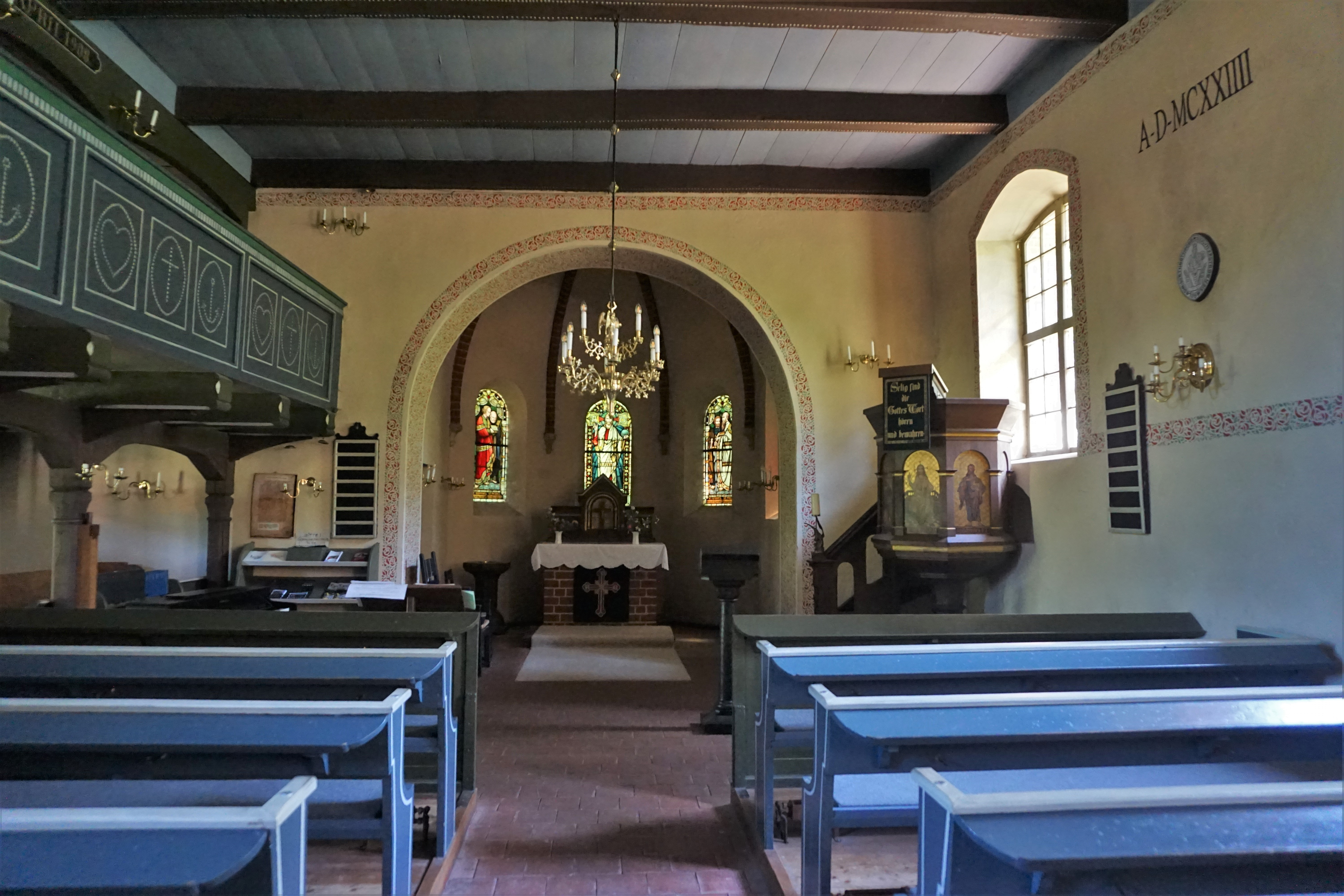
Blick in das Kirchenschiff

Die Peter-und-Paul-Kirche ist eine Feldsteinkirche in Thomasburg im niedersächsischen Landkreis Lüneburg.

## Lage
Die Kirche befindet sich auf dem sogenannten Kirchberg, einer Anhöhe in der Niederung des Flusses Neetze, innerhalb eines mittelalterlichen Burgwalls. Direkt westlich liegt auf der sonst hauptsächlich von einer Wiese und Bäumen eingenommenen Anhöhe das alte Schulgebäude, welches heute als Wohngebäude genutzt wird. Der Friedhof liegt östlich auf der gegenüberliegenden Straßenseite. Die Neetze verläuft direkt westlich von dem Kirchberg.

## Geschichte

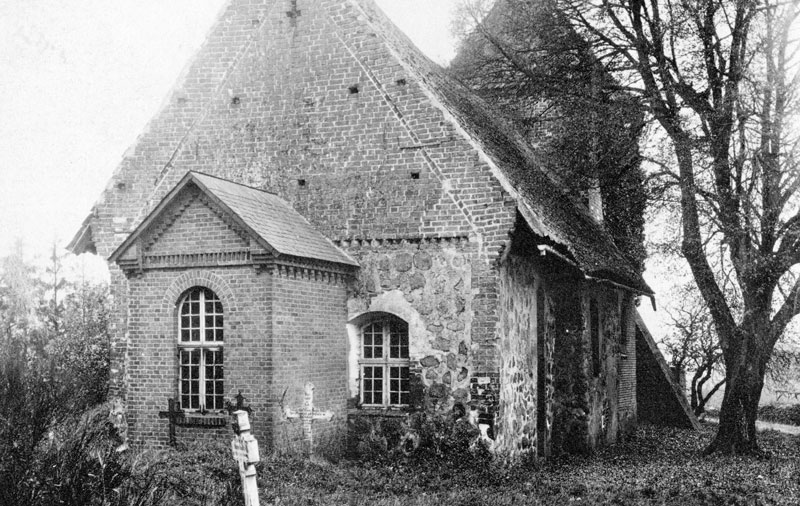
Peter-und-Paul-Kirche vor den Umbaumaßnahmen im 20. Jahrhundert

Der Vorgängerbau wurde urkundlich im Jahr 1059 erstmals erwähnt und brannte 1621 vollständig ab. Unklar ist, ob der Rundturm des Vorgängerbaus früher Teil eines Wehrturms oder einer Wehrkirche gewesen ist. Das Patronat der Peter-und-Paul-Kirche gehörte anfangs dem Kloster Lüne.
1644 wurde zunächst eine einfache Feldsteinkirche errichtet. Die Feldsteinkirche besaß einen rechteckigen Turm und einen an das Kirchenschiff anschließenden eingezogenen rechtwinkligen Chor. Neben Feldsteinen enthielt das Mauerwerk auch Granit.
Zwischen 1907 und 1909 erhielt die Kirche durch Umbaumaßnahmen des Architekten Wilhelm Matthies aus Bardowick seine heutige Gestalt. Dabei wurde auch der Kirchturm westlich angebaut. Zur Zeit des Umbaus wurden durch Spenden der Altar, die Kanzel und weitere Ausstattungsstücke angeschafft.
Zwischen 1990 und 1993 erfolgte eine Renovierung der Kirche. Dabei wurden alte Malereien in der Kirche aus den Umbaumaßnahmen vom Anfang des 20. Jahrhunderts wieder hergestellt.

## Architektur
Die Kirche besitzt im Westen einen wuchtigen Kirchturm mit einer Turmuhr. An das rechteckige Kirchenschiff schließt im Osten ein eingezogener polygonaler Chorraum an. Nördlich grenzt an den Chorraum die Sakristei. Nordöstlich besitzt die Kirche einen Eingangsvorbau, der erst bei den Umbaumaßnahmen am Anfang des 20. Jahrhunderts hinzugefügt wurde. Die Fassade des Gebäudes besteht aus Feld- und Backsteinen. Die Dächer der Kirche sind mit roten Ziegeln gedeckt.
Der Chorraum enthält vier Fenster mit Glasmalereien aus dem Jahr 1908. Direkt hinter dem Altar zeigt ein Fenster Jesus Christus. Auf dem Altar im Chor steht ein kleiner hölzerner Altaraufsatz, der mittig die Kreuzung Jesu sowie seitlich zwei biblische Szenen zeigt. Der Chorraum öffnet sich mit einem Rundbogen zu dem Kirchenschiff. Das Kirchenschiff der Saalkirche enthält im Westen sowie im nördlichen Eingangsvorbau eine Empore. Auf der westlichen Empore befindet sich die Orgel der Kirche. Die blau gehaltene Holzdecke wird von braun angemalten Querbalken getragen.
Die Kirche ist mit verschiedenen wiederkehrenden Malereien ausgestattet. Auf den Emporen sind große weiße Kreuze, Anker und Herzen auf dunkelblauen Grund dargestellt. An den weißen Wänden sind Bänder aus roten Rosen mit grünen Blättern zu sehen.

## Galerie

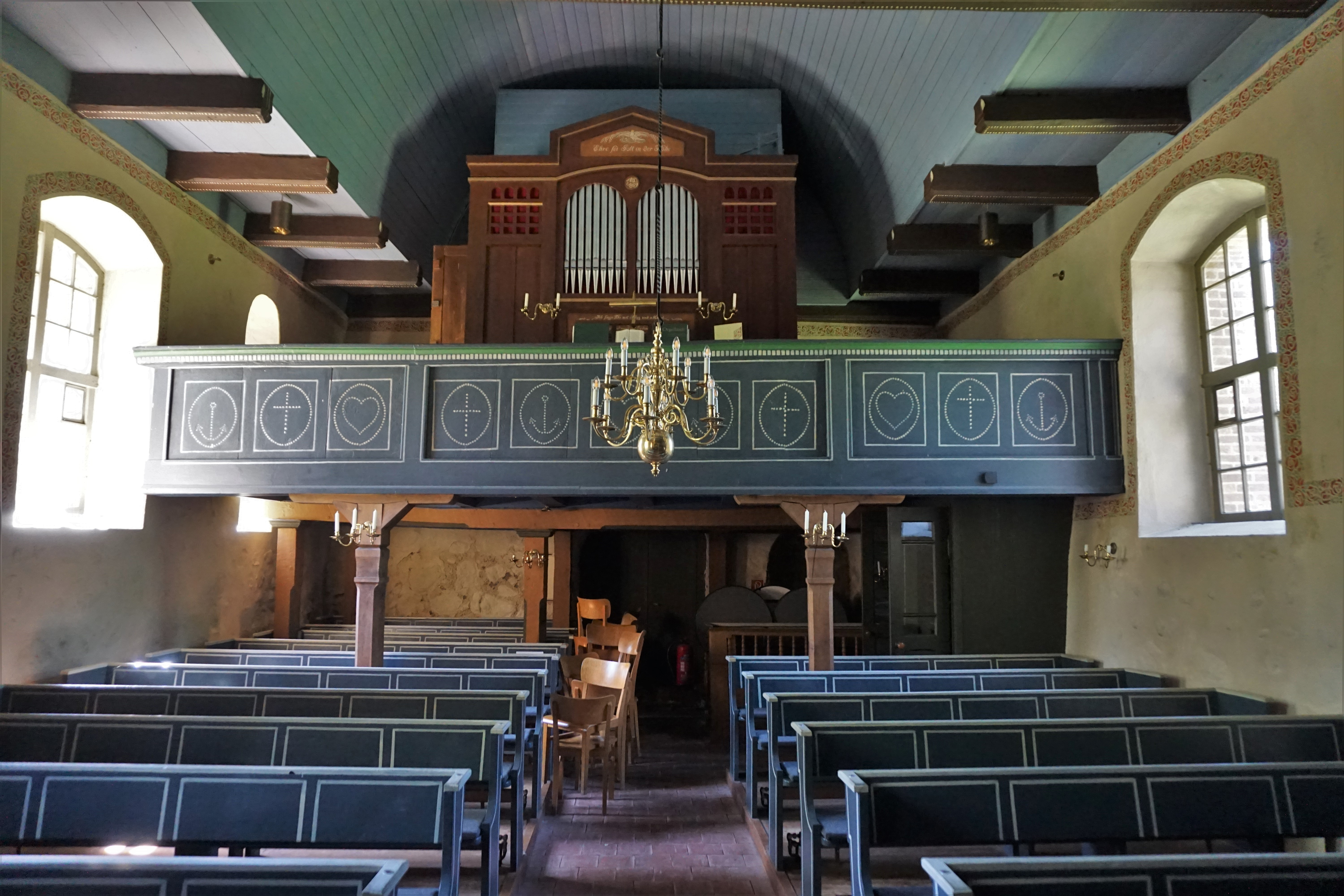
Blick zur Empore mit Orgel
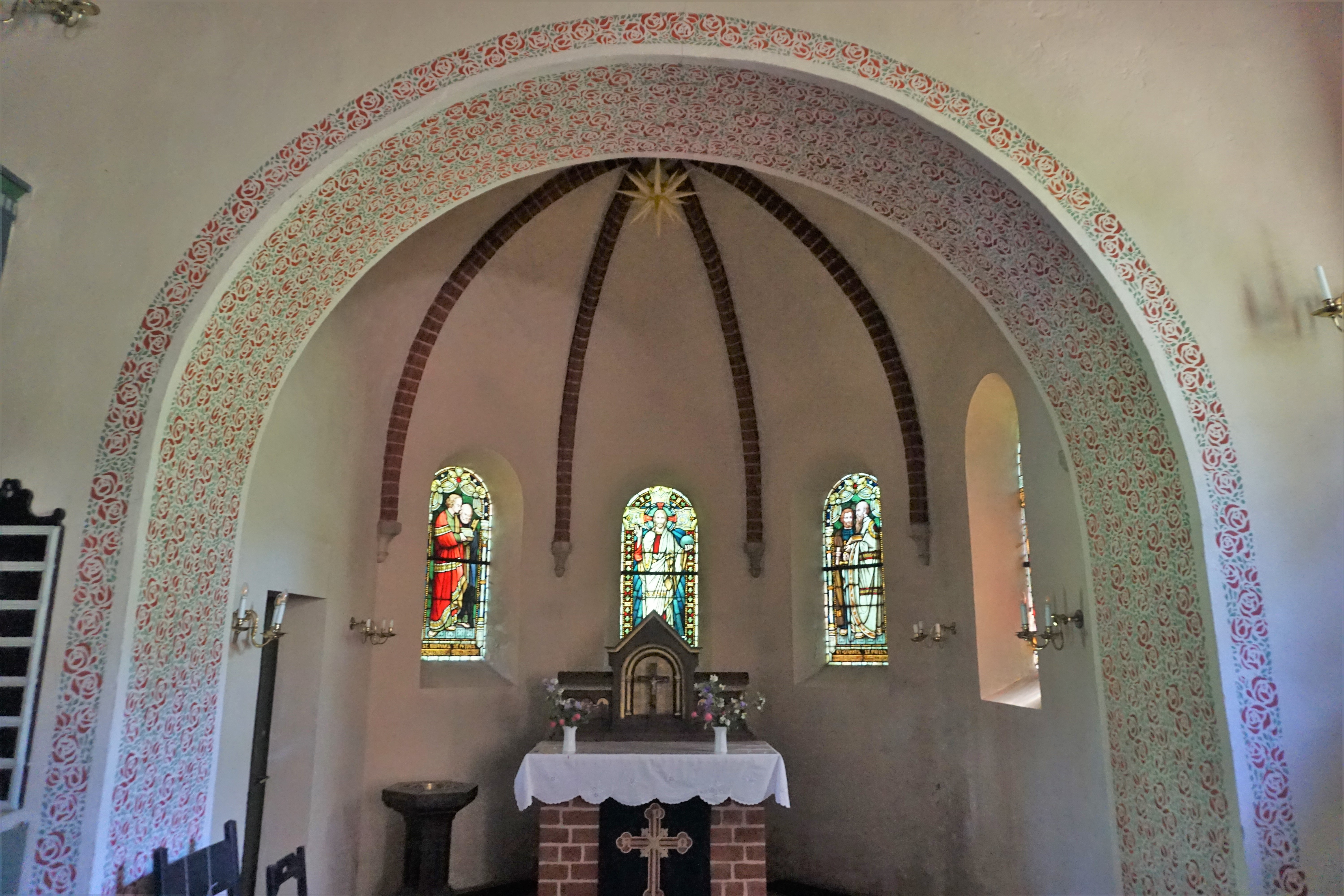
Chorraum
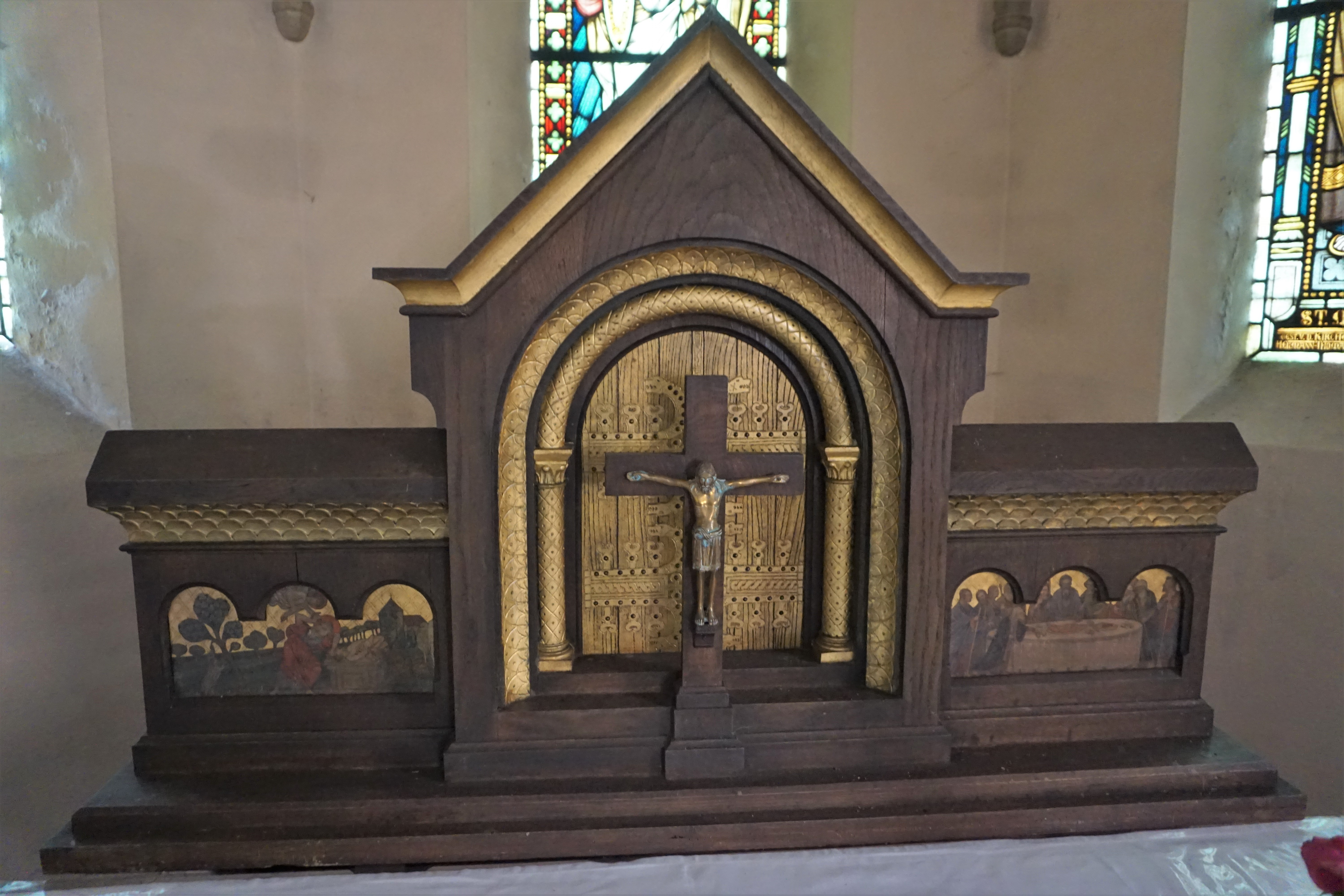
Altaraufsatz
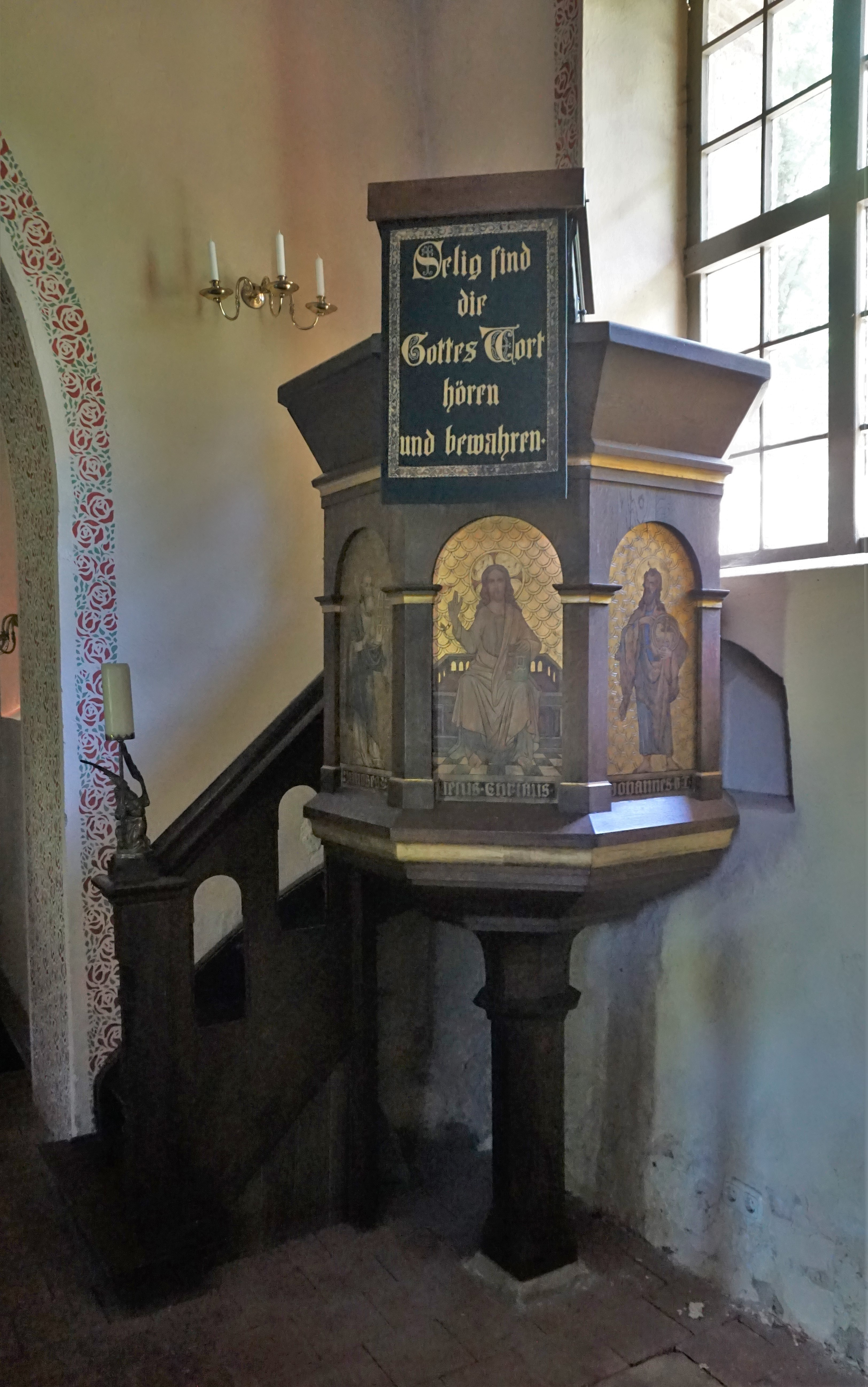
Kanzel
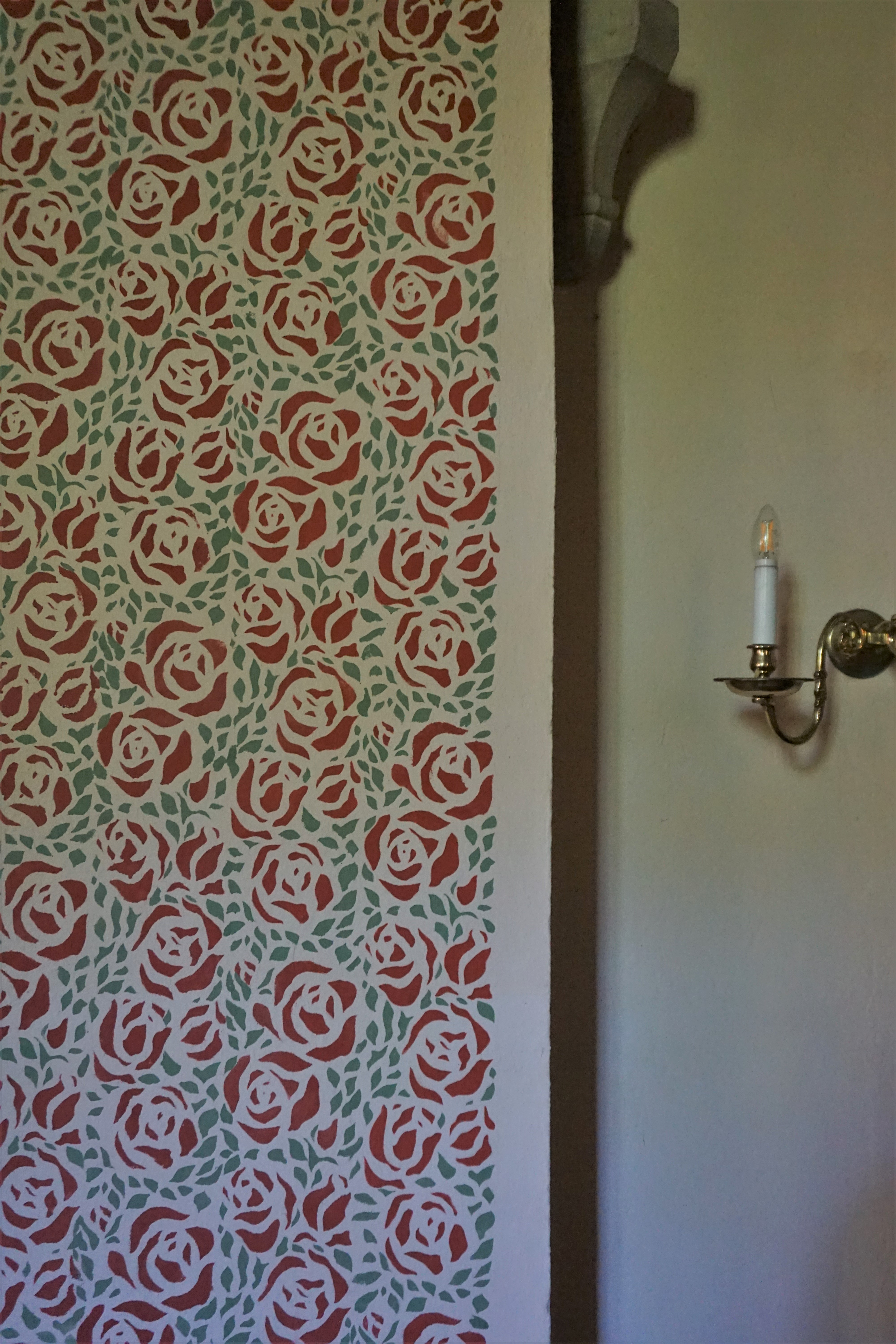
Detail der Wandmalereien

## Kirchliche Organisation
Zur Ev.-luth. Kirchengemeinde Thomasburg gehören neben Thomasburg die Orte Bavendorf, Radenbeck, Neu-Radenbeck, Wennekath und Wiecheln. Die Kirchengemeinde ist mit der Kirchengemeinde Neetze pfarramtlich verbunden und wird auch aus Neetze betreut.

## Trivia
- Die Peter-und-Paul-Kirche war im Jahr 2021 Schauplatz von Dreharbeiten der Fernsehserie Rote Rosen.[6][7]